# مقاطعة نيشيتاما (طوكيو)
مقاطعة نيشيتاما (باليابانية: 西多摩郡 نيشيتاما غون) هي مقاطعة في طوكيو، اليابان. تبلغ مساحتها 375.96 كم مربع وتضم البلدات والقرى التالية:
- هينوهارا
- هينودا
- ميزوهو
- أوكوتاما

في السابق كانت مدن أومه، فوسا، هامورا، وأكيرونو جزءاً من مقاطعة نيشيتاما لكنها الآن انفصلت عن المقاطعة وأصبحت مدن مستقلة.
تشتهر هذه المقاطعة ببحيرة أوكوتاما الصناعية، التي تعتبر أكبر بحيرة في اليابان.